# Traité Salomón–Lozano
 Voir le traité sur Wikisource
Le traité de Salomón–Lozano est un traité signé en mars 1922 entre la Colombie et le Pérou, à Bogotá, en Colombie. Etant le 4e d'une succession de traités sur le différend territorial colombo-péruvien sur la région du Haut Amazone.  Résultat d'une attaque péruvienne sur la ville fluviale de Puerto Córdoba, le traité obligea les deux pays à réduire le nombre de leurs troupes dans la région. Il instaura principalement une frontière entre les deux pays le long de la rivière Putumayo et la Colombie reconnut les revendications territoriales péruviennes sur l'Amazone, à l'est de l'Équateur. 
Il porte le nom des plénipotentiaires de la Colombie, Fabio Lozano Torrijos et du Pérou, Alberto Salomon. 